# ألبرت كويكسال

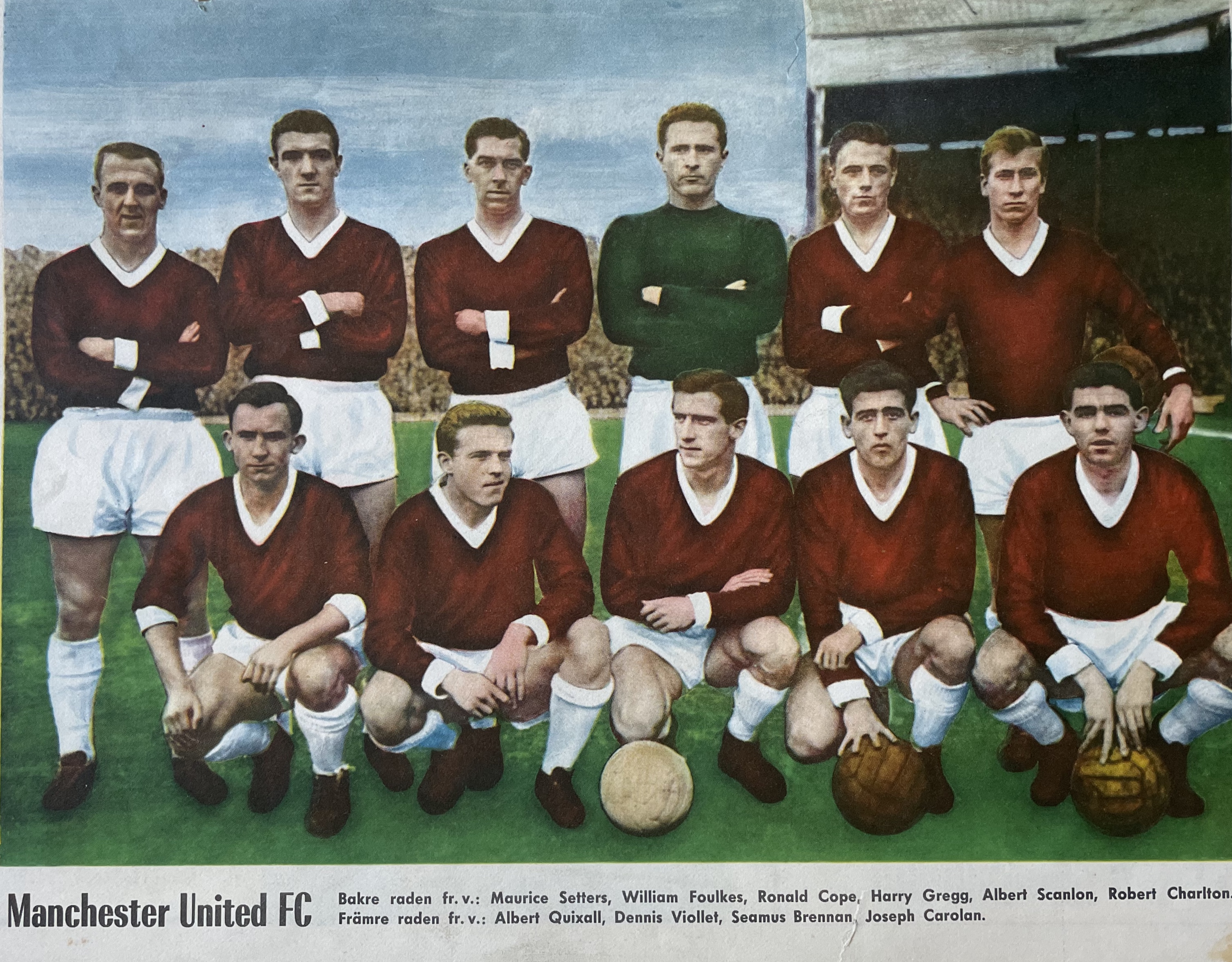
مانشستر يونايتد في عام 1960 – من اليسار، واقفون: موريس سيترز، بيل فولكس، روني كوب، هاري غريغ، ألبرت سكانلون، بوبي تشارلتون. الصف الأمامي: ارين برادلي، ألبرت كويكسال، دينيس فيوليت، شاي برينان وجو كارولان.

ألبرت كويكسال (9 أغسطس 1933 - 12 نوفمبر 2020)، هو لاعب كرة قدم إنجليزي دولي سابق كان يلعب كمهاجم. سبق له أن لعب في كأس العالم لكرة القدم مع منتخب بلاده. لعب خلال مسيرته 459 مباراة سجل خلالها 124 هدفاً. ولد في شفيلد، إنجلترا.

## المسيرة الاحترافية

### أندية لعب لها
- شيفيلد وينزداي
- مانشستر يونايتد
- أولدهام أثلتيك
- ستوكبورت كونتي
- نادي ألترينتشام

## روابط خارجية
- ألبرت كويكسال على موقع الاتحاد الدولي (مؤرشف)  (الإنجليزية)
- ألبرت كويكسال على موقع قاعدة بيانات كرة القدم.إي يو (الإنجليزية)
- ألبرت كويكسال على موقع ناشيونال فوتبول تيمز (الإنجليزية)